# 黃大仙祠 (香港)

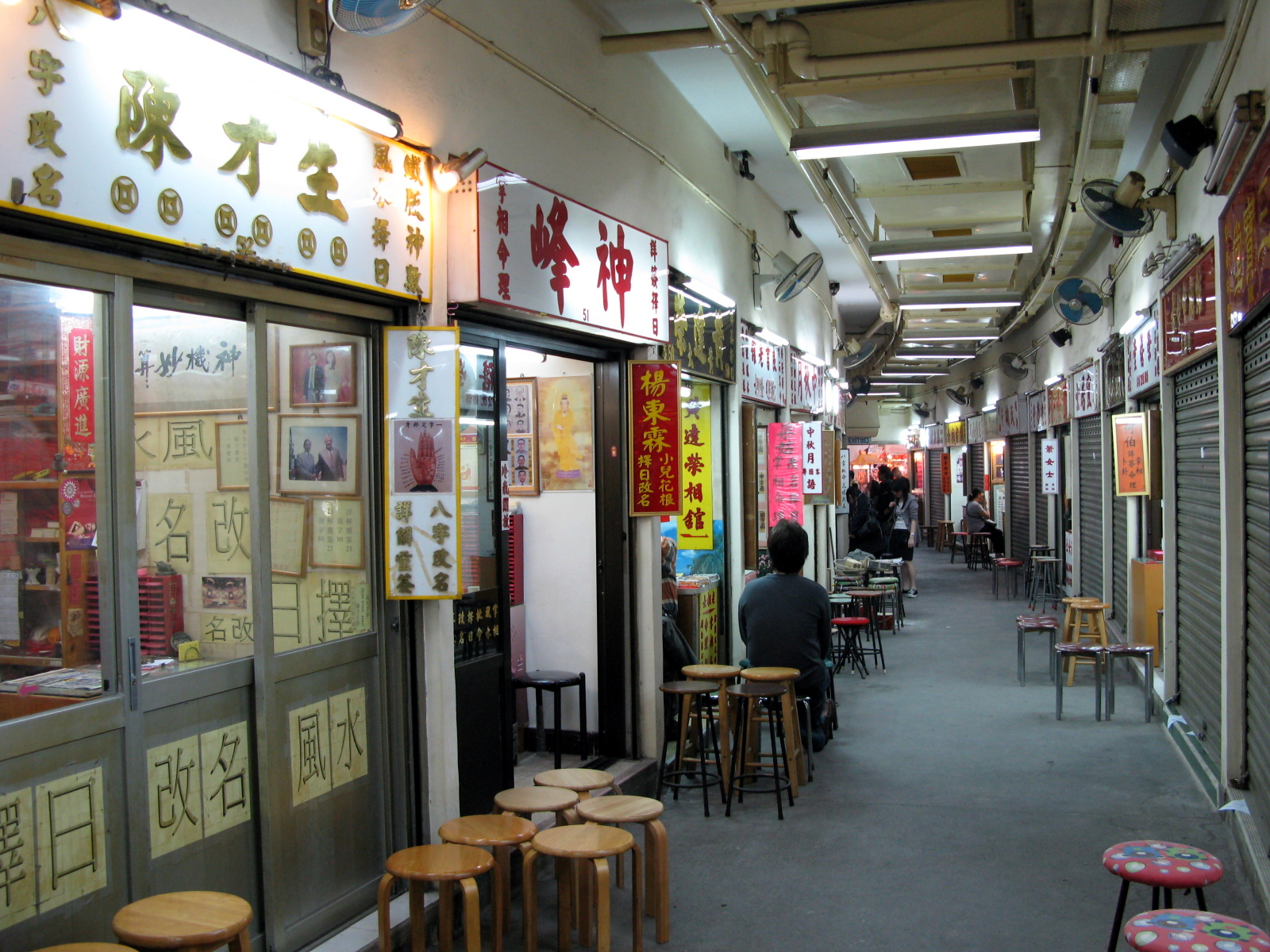
東華三院黃大仙簽品哲理中心

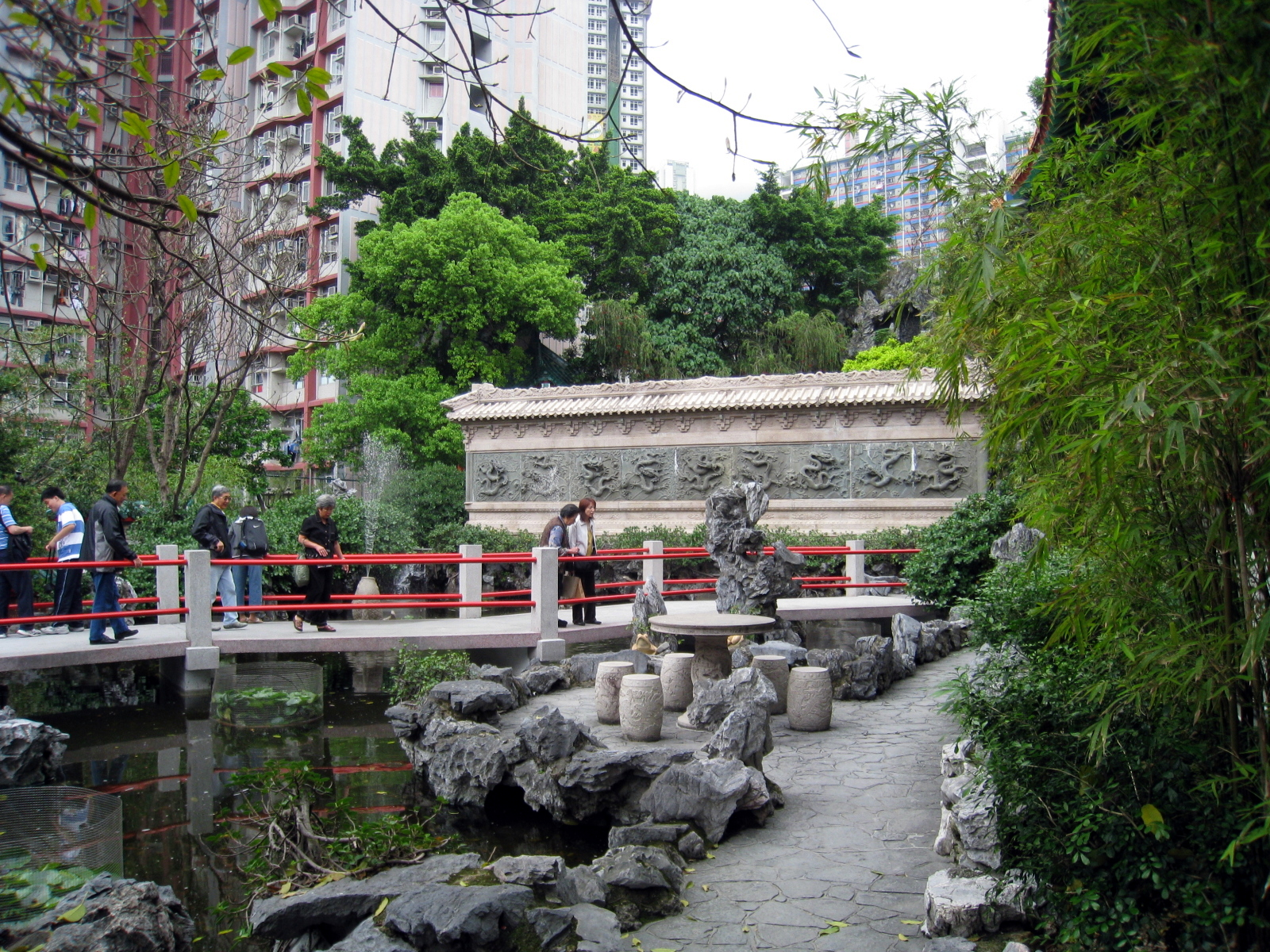
祠內的九龍壁

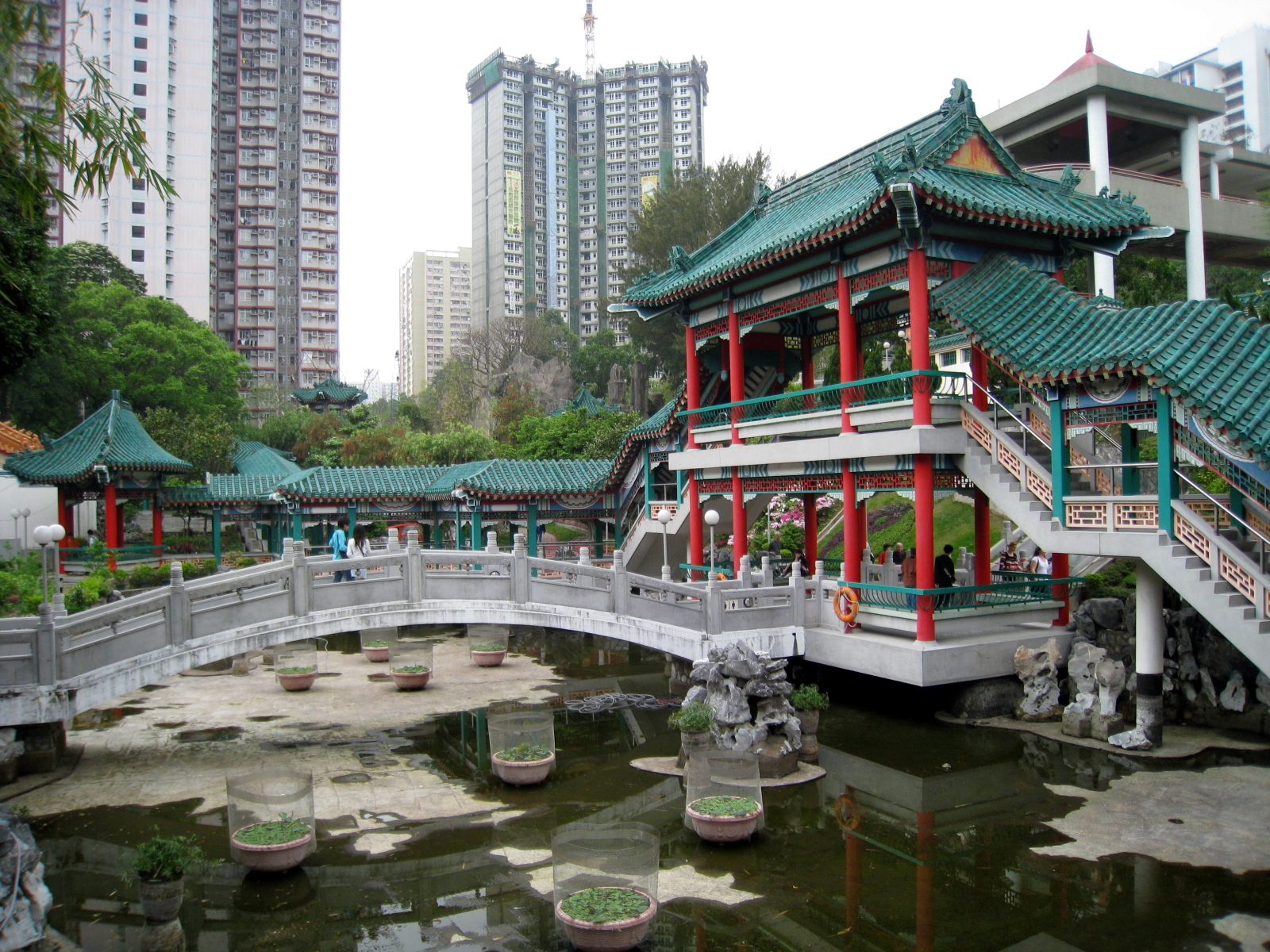
1991年建成的從心苑

黃大仙祠（英語：Wong Tai Sin Temple），全稱赤松黃大仙祠或嗇色園黃大仙祠，是香港的一座著名廟宇，位於九龍東黃大仙，佔地約18,000平方米，由非牟利宗教慈善團體嗇色園管理。廟宇主要供奉東晉時南中國道教著名神祇黃初平，另亦有供奉儒、佛兩教的神祇如孔子、觀音等，故三教融合為香港黃大仙祠一大特色。該建築現列作香港一級歷史建築。

## 歷史
1897年間，梁仁庵聯同友好在廣東番禺扶乩遣興，偶然得到黃初平（黃大仙）降乩教導「普濟勸善」，自此就成為黃大仙的信仰者，奉黃大仙為仙師，入道成為道侶，獲賜道號「傳道」。根據史料，1898年農曆八月廿三日，即黃大仙的寶誕，菩山道侶就開乩請求擇地建觀，普救百姓，在黃大仙「同意及指引」下，廣東第一間供奉黃大仙的祠觀，在翌年農曆的五、六月間，在廣州花埭（花地，位於芳村）落成。當時據說，只有梁仁庵道長能得到仙佛的感應，使箕筆移動和辨認沙上的箕字，所以成為普濟壇的主持。清末民初時期，黃大仙祠成為廣州著名宗教勝地，吸引廣州及珠江三角洲等善信到來參拜。
梁仁庵後得黃大仙乩示，指廣州必有動亂，於是在1901年返回故鄉廣東省南海縣西樵山稔岡村，再成立「普慶」壇，並出錢出力，該祠約在1903年竣工。
1911年辛亥革命，1912年宣統退位，在破舊立新、徹底破除封建迷信的浪潮下，廣州市內許多廟宇寺觀都遭受破壞，普濟壇的廣州黃大仙祠亦不例外。由於中國政局動盪，社會穩定受到威脅，梁氏返回南海故鄉，但得黃大仙降乩指示「此地不宜久留，必須向南遷移」 。1915年，梁仁庵道長父子兩人，攜帶黃大仙畫像至香港繼續弘道，並在1921年於九龍竹園村創立普宜壇（嗇色園）。黃大仙信仰自此在香港有蓬勃的發展，甚至傳播至東南亞及美加等一帶。而廣州黃大仙祠普濟壇在1919年就被國民政府充公，改建為孤兒院。
梁仁庵到香港後，先在乍畏街及大笪地開壇闡教，再於灣仔大道東設壇安奉黃大仙師及開設藥店，兩年後該處被火燒毁，又把壇遷移往灣仔海傍東。其後於1921年黃大仙師降乩啟示，命當時梁仁庵道長 往九龍城一帶相地建殿，道侶到竹園村附近一山，見靈秀獨鍾，便再扶乩請示仙師，得乩示「此乃鳳翼吉地」，適合開壇闡教，遂決定於現址建祠，並於同年7月落成啟用。1921年8月，嗇色園正式成立，負責管理祠廟。黃大仙祠建成之初，原為私人道場，只供道侶及家屬入內參拜。後來參拜善信漸多，及至1934年，園方礙於當時的廟宇條例及租地批約所限，不能再讓民眾入內，後經當時華人廟宇委員會委員周峻年向華民政務司請准，才特許於每年正月初一開放讓善信入內參拜。至1956年8月21日，黃大仙祠才正式獲政府批准全面開放予善信參拜。

## 祠內建築
黃大仙祠共佔地18,000多平方米，除主殿外、還有三聖堂、從心苑、九龍壁等，各具建築特色，祠內的牌坊亦充分表現中國傳統文化。除個別建築物顯現中國傳統寺廟建築特色外，祠內建築又按左龍右鳳、五行屬性而興建，令整座建築群組更見特色。黃大仙祠於2010年5月被確定為香港一級歷史建築。
主殿紅柱金頂、藍楣黃格的外觀，可視為中國傳統寺廟建築的典型。主祭壇中央供奉黃大仙師之畫像，殿內亦供奉了護法神齊天大聖及地主。主祭壇背後刻有一幅木雕，載述了黃大仙師得道成仙之事蹟。殿內牆壁更裝上儒、釋、道三教的木刻經文和圖畫，饒富意義。
位於大殿旁的三聖堂，供奉呂祖先師、觀音菩薩及關聖帝君。呂祖（即呂洞賓）是道教的神仙，觀音是佛教的菩薩，加上麟閣供奉儒家先師孔子，盂香亭供奉佛教之燃燈佛。集三教神祇，故說三教合流為香港黃大仙祠一大特色。三聖堂內有楹聯以「嗇色」 二字為聯首：「嗇節有餘三教同源承一脈，色空雖幻眾生樂善自千秋」。
祠內九龍壁於1981年按照中國北京北海公園的九龍壁實物仿製，石刻九龍，戲珠於波濤雲霧之中，蟠踞於花苑之上，栩栩如生。石壁背後刻有由已故中國佛教協會主席趙樸初先生獻寫的「九龍壁」三字及題詩一首。左龍右鳳，與九龍壁相遙呼應的鳳鳴樓位於整個建築群組最右方，樓高兩層，為園方的行政會議室及活動禮堂，以中國宮殿式設計，屋頂蓋綠琉璃瓦，別具特色。
從心苑則是於1991年園方為慶祝70週年紀慶而建，取名自孔子曰「70而從心所欲」。苑內的長廊參照北京頤和園長廊興建；另有小橋、水榭、瀑布流水、人工湖兩個及各式各樣的小亭如方亭、圓亭、八角亭、扇亭等，別有特色。
代表五行屬性的建築群組則分別為飛鸞台「金」形，經堂「木」形，玉液池「水」形，盂香亭「火」形，照壁「土」形，據說是道侶得仙師乩示建築須配合五行，廟宇方可永垂久遠。

## 大殿擴建
2008年4月，園方宣佈斥資港幣1億4000萬元，進行35年來最大規劃的擴建工程，包括翻新現時供奉黃大仙師的大殿、重整大殿前之參神平台、及在大殿底部興建一座供奉太歲的地下宮殿「元辰殿」。擴建工程歷時近三年，工程於2011年1月完成。
「太歲元辰殿」於2011年1月12日正式對外開放，全殿分為前廳及主殿，整體設計融合中國傳統道教及現代色彩，主殿橫額由國學大師饒宗頤親題。殿內設有眾星之母斗姆元君、六十太歲及六十元辰，並提供電子感應「上表」祈福系統及LED星象天幕，入場費為100港元，65歲或以上長者及傷殘人士半價。此外，殿內提供「上表」服務，由道士代為「攝太歲」，收費300港元，完成「上表」後，善信所屬的太歲的頭頂上會放出煙霞及射出紅光。祠方稍後會再將善信的上表燒予太歲。其他工程包括新建的藥王殿、財神殿、王靈官殿等三個殿宇及擴建福德祠。黃大仙祠內亦新置了月老銅像，以應不同善信的需要。

## 祈福

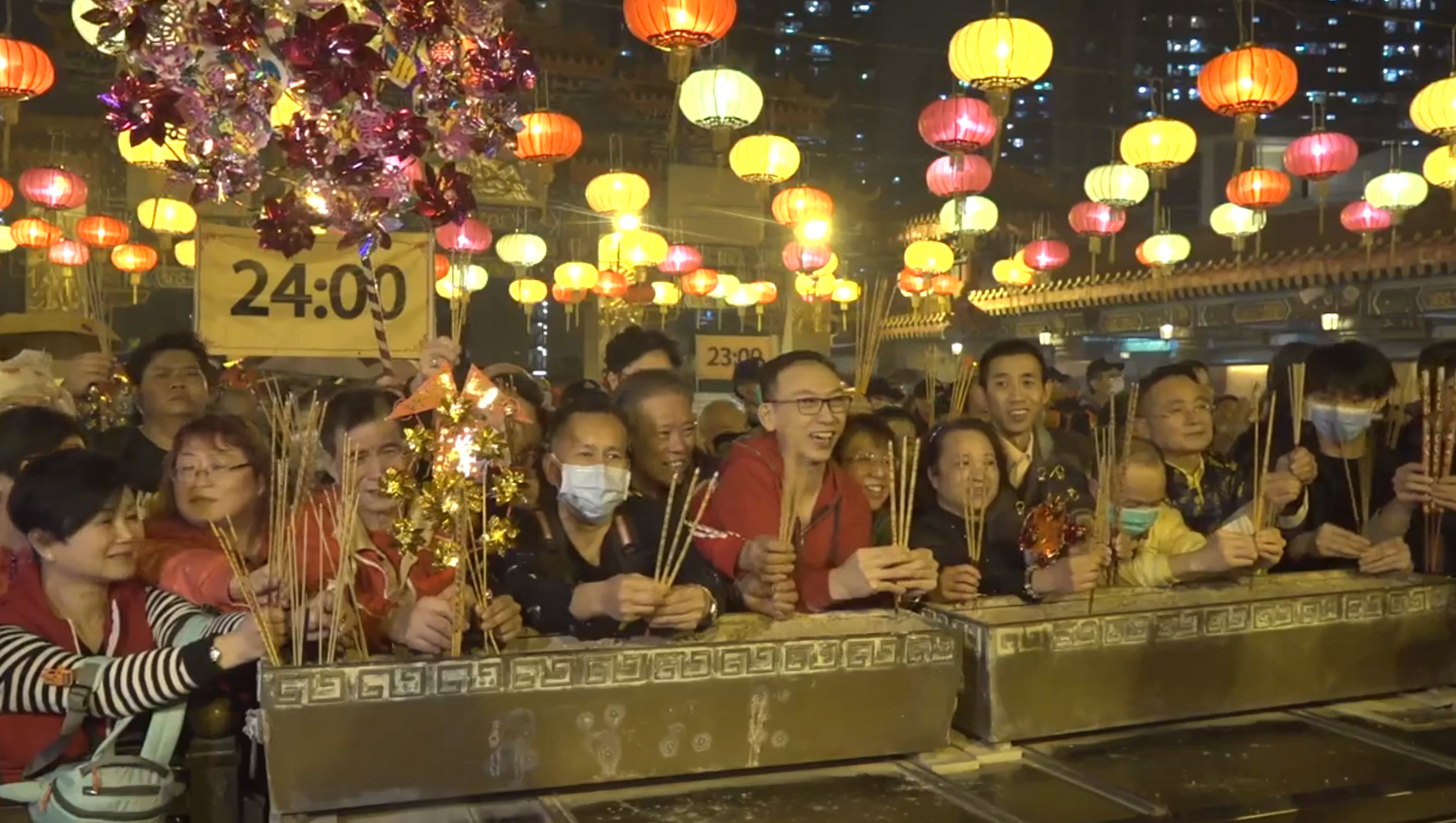
每年除夕晚上，黃大仙祠有大量善信等候年初一子時上「頭炷香」

黃大仙靈籤是參拜黃大仙的信眾求籤時所用的籤文，含有6種簽類，合共100簽，分佈如下：
- 上上 - 3
- 上吉 - 10
- 中吉 - 32
- 中平 - 36
- 中下 - 1
- 下下 - 18

黃大仙祠外設有解簽檔，讓善信占卜，趨吉避凶。
另外每年除夕晚上，都會有大量善信到黃大仙祠，以便在年初一子時上頭炷香。
2021年，因應2019冠狀病毒病疫情，嗇色園取消除夕上頭炷香活動，改為在Facebook和港台電視31直播儀式，為建園99年以來首次。黃大仙祠亦要求年初一至正月十五期間進入的善信，需掃「安心出行」二維碼、拍八達通並輸入電話號碼，或登記個人資料後，才可得到只限當日使用的「入園特許證」，並只容納1000人。
2022年，因應疫情嚴峻，年初一至年初三暫停開放，是超過60年來首次。

### 網上祈福
2008年12月起園方推出網上祈福及網上直播。提供網上祈福是希望讓海外善信不用親臨黃大仙祠仍可禱告祈福，善信登入網頁，輸入姓名及祈願内容後，園方定期將祈福人士名字及祈願資料由數據處理庫列印出來，交由道長會舉行儀式，誦經及禱告，代為祈福。網上直播則每天實時直插祠內善信參神情況，希望讓海外善信可透過網絡感受參神的氣氛。

## 開放時間
- 黃大仙祠：每日07:00至16:30（年初一將提早開放時間）
- 從心苑：每日09:00至16:30（星期一休息）
- 黃大仙簽品哲理中心：每日07:00至18:00

## 圖集

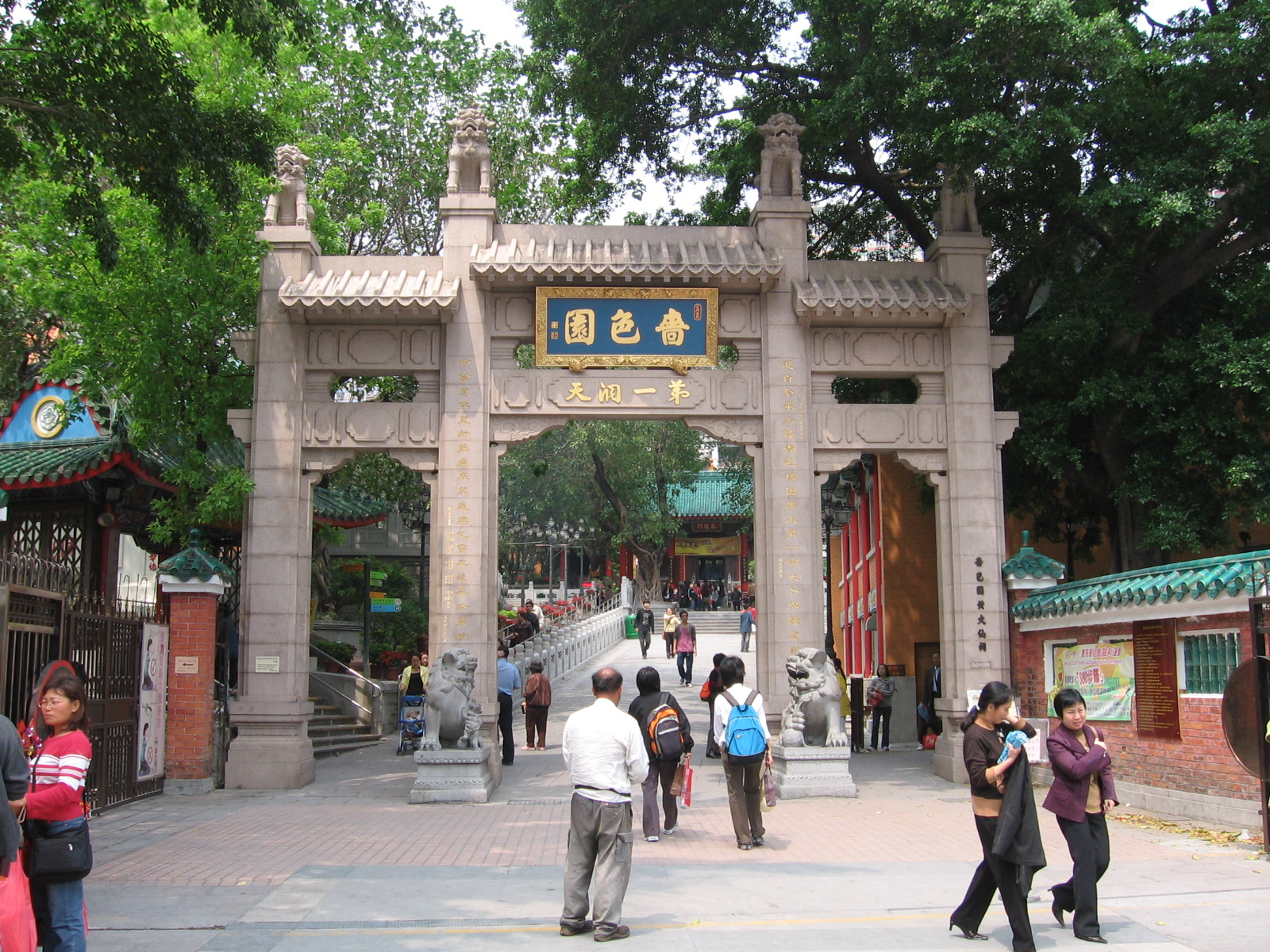
第一洞天牌坊，據說是乙亥年（1935年）赤松仙的乩筆[3]。
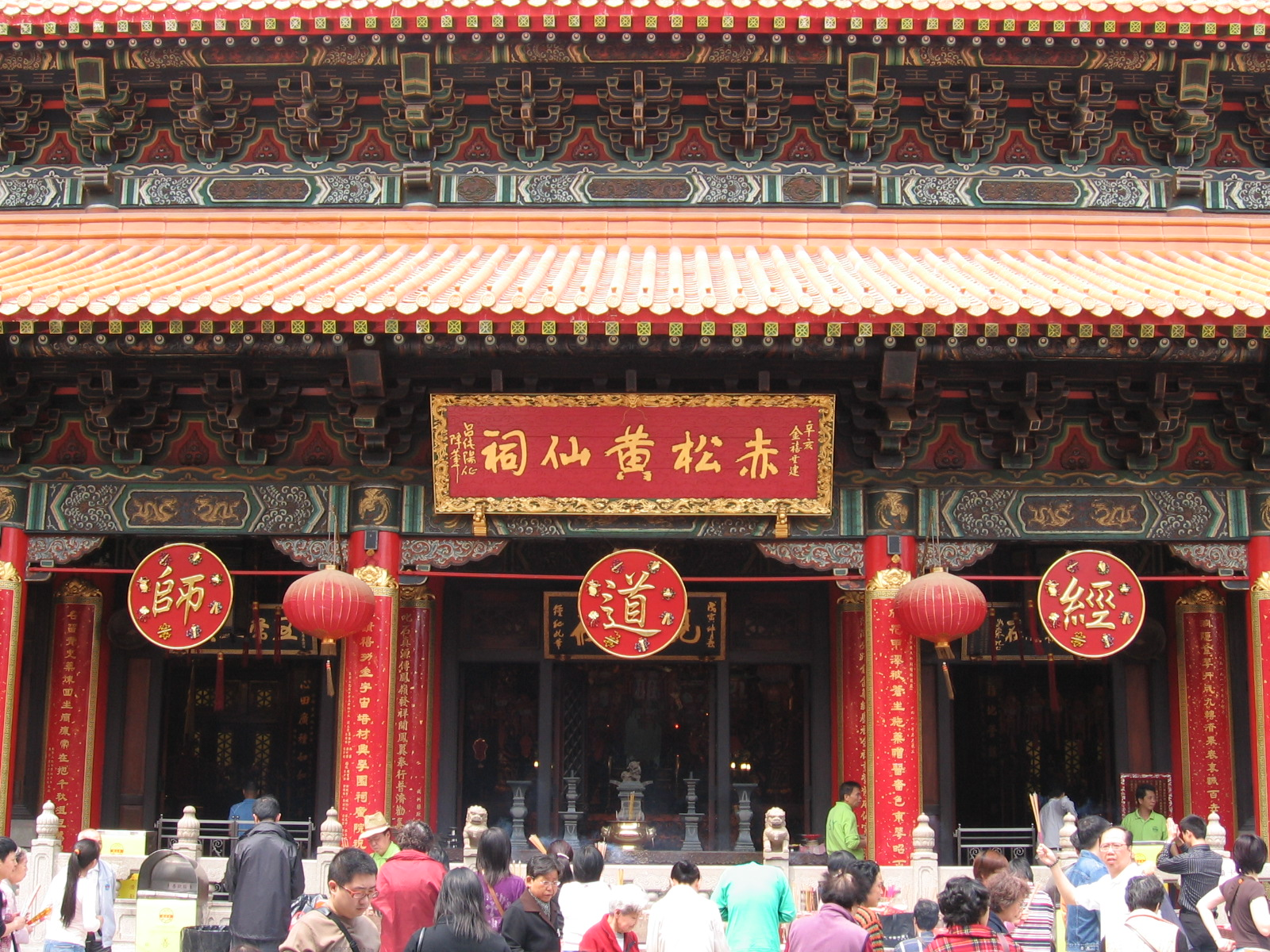
「赤松黃仙祠」正殿，掛有「道 經 師」三個字
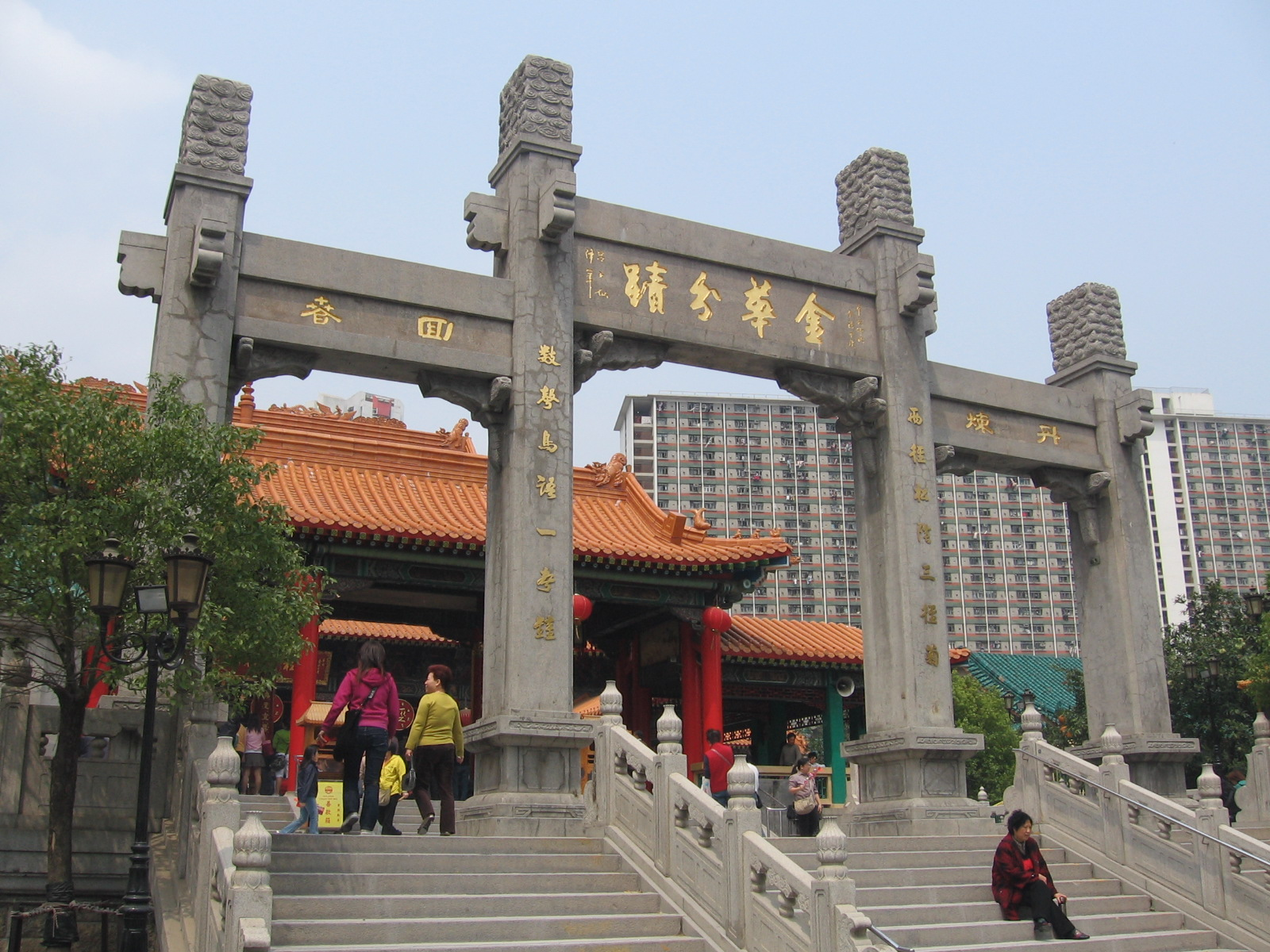
金華分蹟牌坊
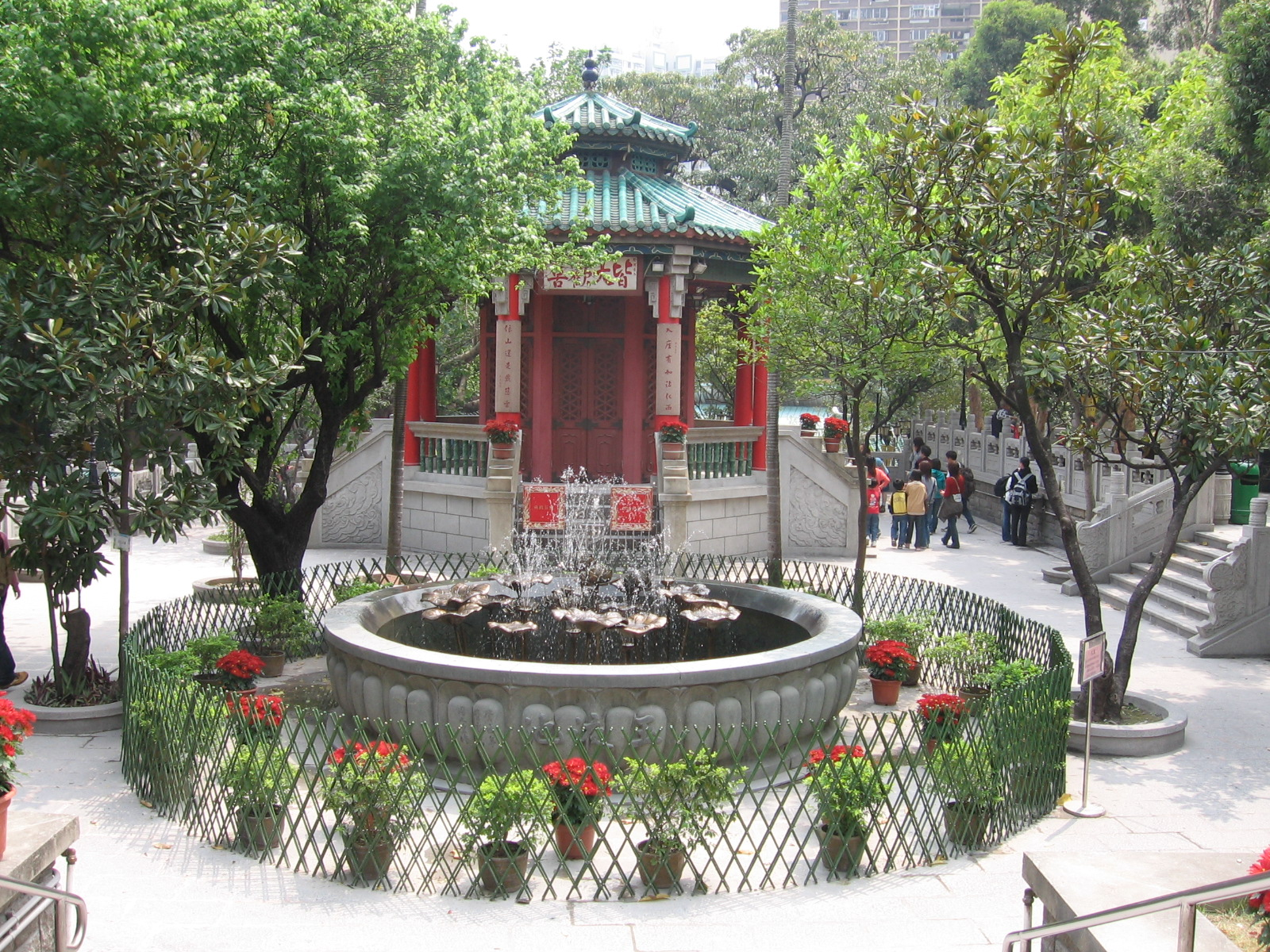
盂香亭
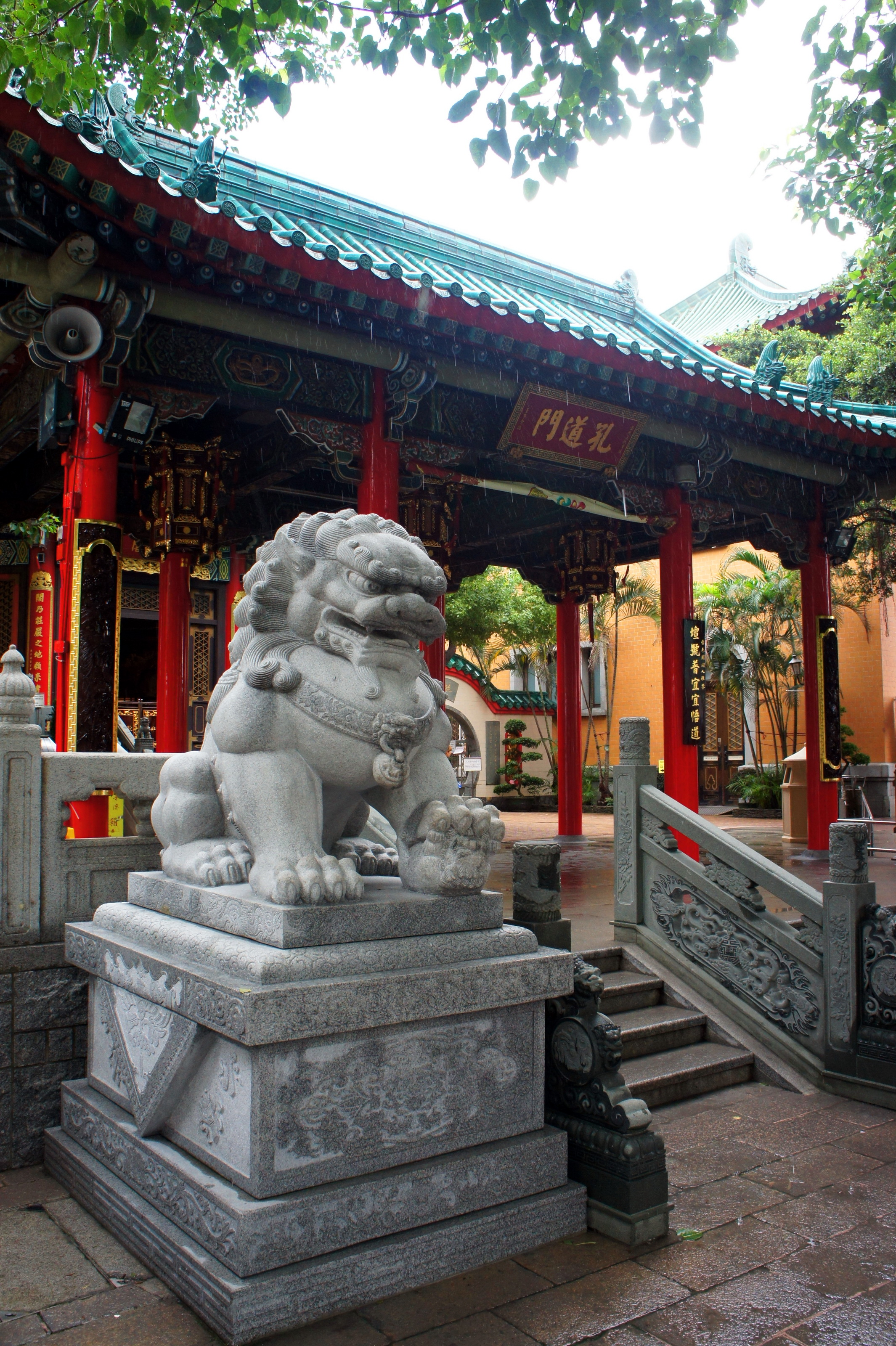
孔道門
- 2021年2月1日 香港黄大仙祠取消年三十晚头香 限流登记强化防疫措施

## 取景

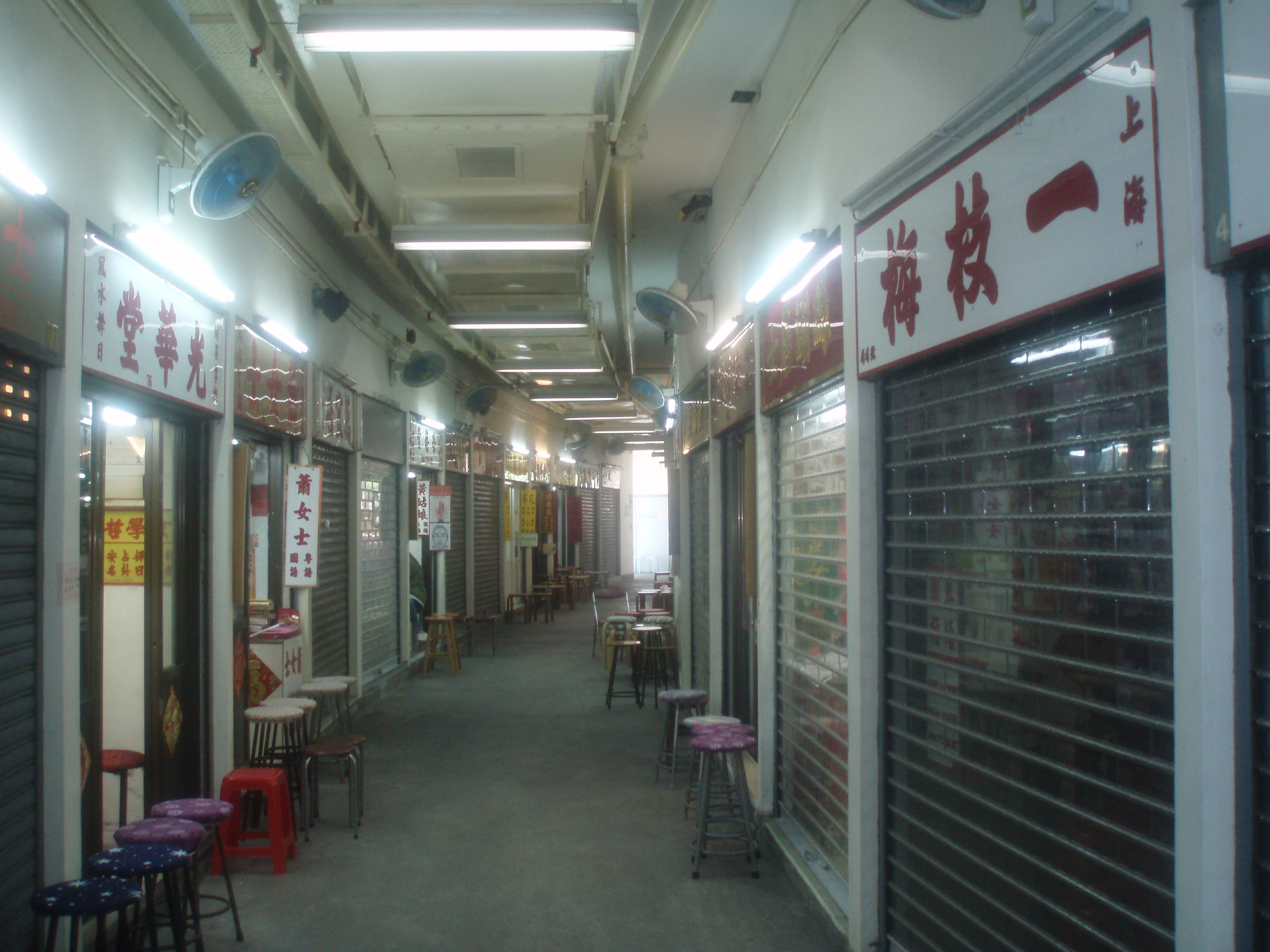
美國真人秀節目《驚險大挑戰2》曾安排參賽者到廟中看掌相及臉相

美國真人秀節目《驚險大挑戰》（The Amazing Race）第2季曾於本廟設快進關卡；參賽者要到簽品哲理中心第44號檔「上海一枝梅」，並由Amelia Chow看掌相及臉相以過關。

韓國真人秀節目《Running Man》（런닝맨 ）第73集亦曾於本廟取景，其中CNBLUE成員鄭容和為該特輯嘉賓之一。鄭容和於下塌的香港朗豪酒店退房時抽中前往本廟附屬的簽品哲理中心進行個人任務以取得下一目的地線索，經過解簽師父為其看掌相分析其事業、姻緣以及該集賽果之運程，並在3次抽簽遊戲中抽中1份寫有「大吉」字樣的紙簽後得到下一目的地（昂坪360）之提示。

## 外部連結
- 嗇色園-主頁 （页面存档备份，存于）
- 嗇色園黃大仙祠 facebook 專頁 （页面存档备份，存于）